# نابالم

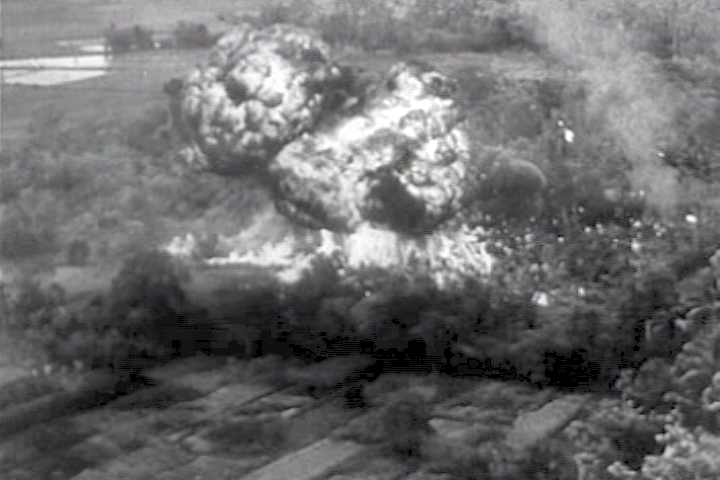
أسقطت البحرية الفرنسية النابالم فوق مواقع حرب العصابات فييت مينه خلال كمين (ديسمبر 1953).

نابالم هو سائل هلامي (gel) يلتصق بالجلد، وهو قابل للاشتعال ويستخدم في الحروب. تم تطويره من خلال مجموعة كيميائيين أمريكيين من جامعة هارفارد أثناء الحرب العالمية الثانية، بقيادة العالم لويس فيزر.
استخدم الأمريكيون النبالم بشكل كبير في حرب فيتنام. قامت إسرائيل بمد مواسير نابلم على طول قناة السويس عند إنشائها خط بارليف حيث كانت تستخدم لردع أي قوات تحاول عبور القناة. وقد نجحت الضفادع البشرية وهي قوات خاصة مصرية بحرية بسد فتحات المواسير بمواد خاصة يوم 5 أكتوبر 1973 لمنع استخدمها عند عبور القوات المصرية للقناة في اليوم التالي 6 أكتوبر 1973  حيث تم  أسر مهندس مواسير النابلم نفسه في موجة العبور الأولى عندما كان يحاول إصلاحها.
واستخدم أيضاً من قبل القوات الجوية الروسية بقيادة الرئيس فلاديمير بوتين في الثورة السورية عام 2016 في حلب وادلب وحمص

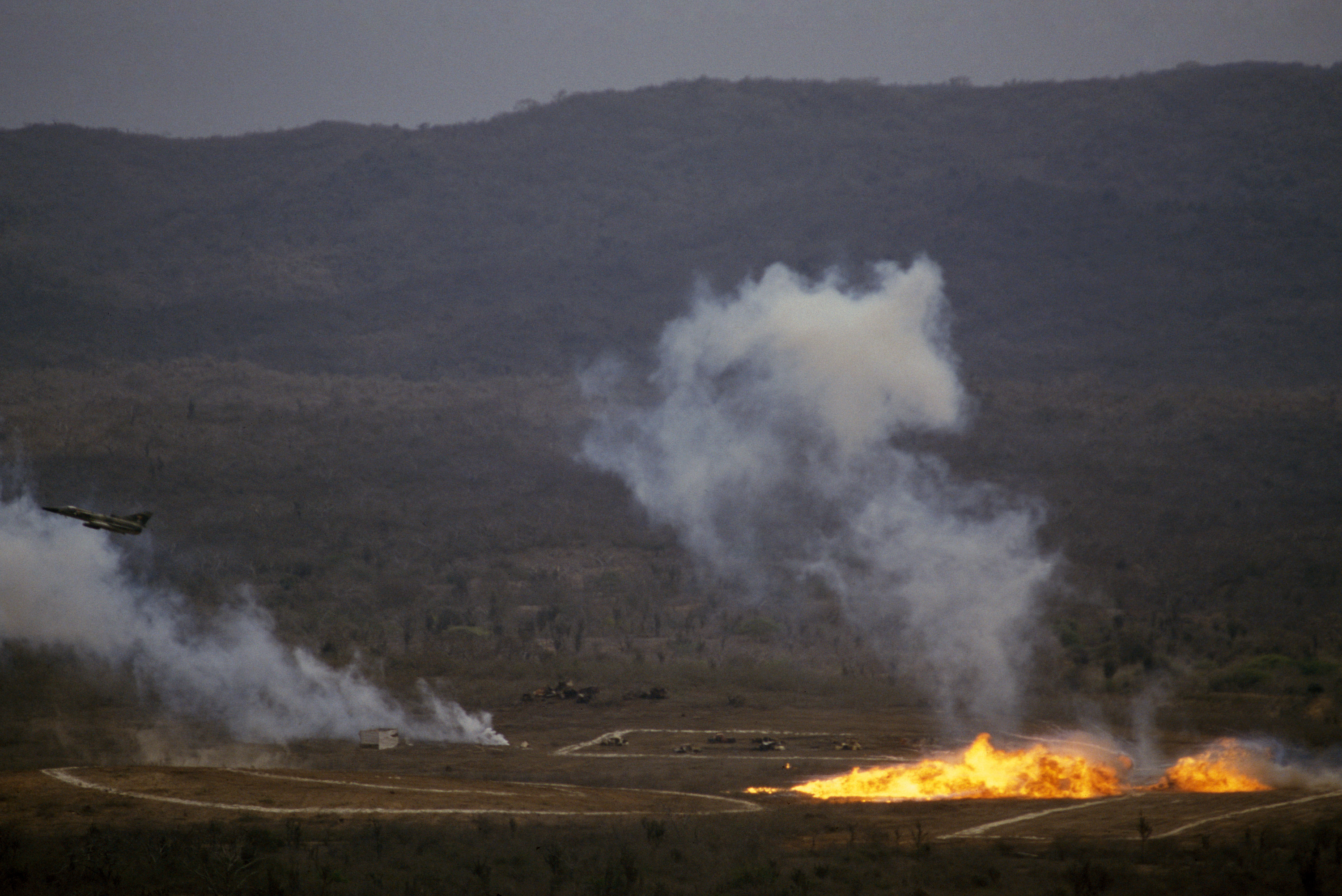
طائرة تابعة لسلاح الجو الإكوادوري تسقط النابالم على هدف خلال تدريب دومينيك «الأفق الأزرق»، وهو تدريب عسكري مشترك بين الولايات المتحدة والإكوادور

منذ عام 1980 عدّت الأمم المتحدة استخدام المواد الهلامية ضد التجمعات المدنية جريمة حرب.

## صناعته وتركيب الكيميائي
لقد قام مجموعة من العلماء بقيادة لويس فيزر (Louis Fieser) حيث توصلوا إلى مركب من صابون الالمنيوم المخلوط مع خامض النافثين وناتج من زيت الخام البالمتيك (حمض النخيلك) الذي بدورة ينتج عن زيت جوز الهند حيث اسم المادة Naplm مشتق من حرفين NA من حامض نفثين Naphthenic وكلمة palm مشتقة من الحمض النخيلي أو كما يسمى حمض البالميتيك. عند ارتباط مادة جديدة مع بنزين سوف يتكون سلاح فتاك ومؤثر يستخدمة الجنود لاطلاق النار عن بعد وهم في أمان

## تاثير النابالم على البيئة والصحة

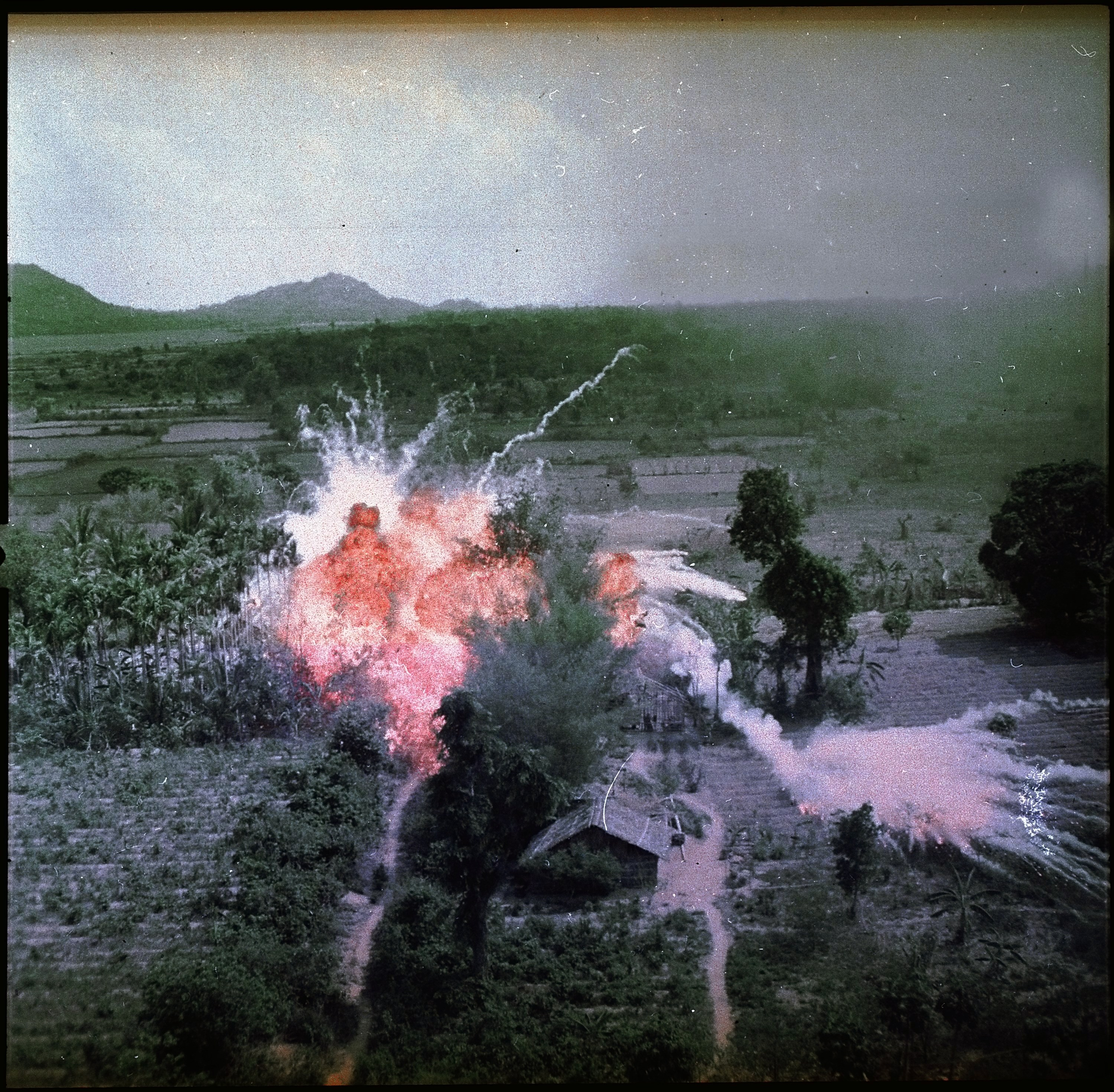
تفجير قنابل، نابالم

على الرغم من كون أول استخداماته كانت زراعية، حيث وجد الدكتور فيسر بأن النابالم يدمر الديجيتاريا وذلك عن طريق تدمير بذور النباتات المجتاحة ومهمة، حيث تم اثبات بانه مادة مدمرة لبيئة. تسبب الحرائق الناتجة عن النابالم أضرار واسعة، حيث استفاد الجيش الامريكي من هذة الميزة واستخدم النابالم لتدمير الغابات التي اتخذ منها جنود فيتنام الشمالية غطاء لهم ان استخدام النابالم والعامل البرتقالي (الأسم الحركي لمبيد الاعشاب ونازع ورق الشجر الذي استخدمه الجيش الامريكي اثناء حرب فيتنام بالإضافة إلى مبيدات سامة أخرى ومختلف أنواع الألغام الارضية غير المنفجرة والذخائر التي ساهمت جنبا إلى جنب في مشاكل بيئيه ومشاكل صحة العامة في فيتنام.

### التأثيرات المضادة للأفراد
عندما تستخدم على النحو جزء من سلاح حارق، يمكن أن يسبب النابالم حروق شديدة (تتراوح ما بين سطحية إلى تحت الجلد)، الاختناق، فقدان الوعي والموت. في هذا التطبيق، يمكن للحرائق النابالم خلق جو أكبر من 20٪ أول أكسيد الكربون وعواصف مع رياح مستديمة تصل إلى 70 ميلا في الساعة (110 كم / ساعة).
نابالم فعال ضد أفراد العدو المحفور. تتدفق التركيبة الحارقة المحترقة إلى الخنادق والمخابئ وخنادق الصرف والري وملاجئ القوات المرتجلة الأخرى. حتى الأشخاص في الملاجئ غير المتضررة يمكن أن يُقتلوا بسبب ارتفاع الحرارة أو الحرارة المشعة أو الجفاف أو الاختناق أو التعرض للدخان أو التسمم بأول أكسيد الكربون. قنبلة حارقة واحدة تنطلق من طائرة تحلق على ارتفاع منخفض يمكن أن تلحق الضرر بمساحة 2500 ياردة مربعة (2100 م 2)

## الاستخدام العسكري
تم استخدام نابالم لأول مرة في القنابل الحارقة واستمر استخدامه كوقود لقاذفات اللهب.
وقع أول استخدام استراتيجي مسجل لقنابل النابالم الحارقة في هجوم شنته القوات الجوية للجيش الأمريكي على برلين في 6 مارس 1944، باستخدام القنابل الحارقة الأمريكية مع حشو AN-M76  أول استخدام تكتيكي معروف من قبل القوات الجوية الأمريكية كان من قبل المجموعة المقاتلة رقم 368 ، القوة الجوية التاسعة شمال شرق كومبيين، فرنسا 27 مايو 1944   (PT-1 Pyrogel) من الجناح رقم 140 سلاح الجو الملكي البريطاني، سلاح الجو التكتيكي الثاني في 14 يوليو 1944، والذي استخدم أيضًا في 1944 De Havilland Mosquito FB Mk.VIs  والبريطانية هذه Waffen SS قام جنود من وحدة Bonneuil-Matours في Götz von Berlichingen SS Panzergrenadier السابعة عشر الحارقة في هجوم انتقامي على فرقة AN-M76 وسبعة من مقاتلي المقاومة المحليين، الملازم أول توموس ستيفنز، أثناء مشاركته في عملية Bulbasket ، وسبعة من مقاتلي المقاومة المحليين. على الرغم من أنه لم يكن معروفًا في وقت الضربة الجوية، تم أيضًا إعدام 31 أسيرًا آخرين من نفس وحدة SAS ، وطيار أمريكي انضم إلى وحدة SAS.
حدث زيادة استخدام النابالم من قبل القوات الأمريكية في المسرح والمحيط الهادئ للعمليات، حيث في عام 1944 و 1945، تم استخدام النابالم كسلاح تكتيكي ضد اليابانية المخابئ، الأنفاق، التحصينات الأخرى، وخاصة في سايبان، ايو جيما، الفلبين، أوكيناوا، حيث حفرت عميقا في القوات اليابانية رفضت الاستسلام. أسقطت قنابل النابالم التي كتبها الطيارين من البحرية الأمريكية، ودول القوات الجوية للجيش المتحدة، ومشاة البحرية الامريكية في دعم القوات البرية. و M69 حارقة تم تصميمه خصيصًا لتدمير منازل المدنيين اليابانيين. استخدمت تلك القنابل على نطاق واسع ضد المدنيين، بما في ذلك قصف طوكيو. تم إسقاط أكثر من 40.000 طن من AN-M69s على المدن اليابانية خلال الحرب.
عندما جيش القوات الجوية الأمريكية على جزر ماريانا نفدت التقليدية الثيرمايت القنابل الحارقة لمن B-29 Superfortresses على التخلي عن المدن اليابانية الكبيرة ، أعلى قادتها، مثل الجنرال كورتيس ليماي وقنابل النابالم المستخدمة لمواصلة مع غارات النار.
في المسرح الأوروبي للعمليات النابالم كانت تستخدم من قبل القوات الأمريكية  في حصار لاروشيل في أبريل 1945 ضد الجنود الألمان (والمدنيين الفرنسين عن غير قصد في رويان) - حوالي أسبوعين قبل نهاية الحرب.
في أول استخدام معروف له بعد الحرب العالمية الثانية، تم استخدام النابالم الذي زودته الولايات المتحدة في الحرب الأهلية اليونانية من قبل الجيش الوطني اليوناني كجزء من عملية كورونيس ضد الجيش الديمقراطي اليوناني (DSE) - الفرع العسكري للحزب الشيوعي اليوناني (KKE).
تم استخدام النابالم أيضًا على نطاق واسع من قبل الولايات المتحدة خلال الحرب الكورية.  القوات البرية في كوريا الشمالية عقد كانت مواقع دفاعية في كثير من الأحيان فاقت الصينية وكوريا الشمالية، ولكن الولايات المتحدة للقوات الجوية والبحرية الطيارين زيارتها السيطرة على الهواء فوق ما يقرب من جميع من شبه الجزيرة الكورية. ومن ثم، استخدم الطيارون الأمريكيون وغيرهم من الأمم المتحدة النابالم B للدعم الجوي القريب للقوات البرية على طول الحدود بين كوريا الشمالية وكوريا الجنوبية، وكذلك للهجمات في كوريا الشمالية. تم استخدام النابالم بشكل ملحوظ خلال معركة " Outpost Harry " في كوريا الجنوبية خلال ليلة 10-11 يونيو 1953. وذكرت الجيش الثامن ضابط الكيميائية دونالد بوده أن على «متوسط جيدة اليوم» الطيارين للأمم المتحدة تستخدم 70,000 غالون من النابالم، مع ما يقرب من 60,000 غالون من هذه القيت من قبل القوات الأمريكية. و نيويورك هيرالد تريبيون أشاد «النابالم سلاح رقم (1) في كوريا».  انتقد ونستون تشرشل، من بين آخرين، استخدام الأمريكيين للنابالم في كوريا، واصفا إياه بأنه «قاسي للغاية»، حيث قال إن القوات الأمريكية / التابعة للأمم المتحدة كانت «تنثره على السكان المدنيين»، «جماهير كبيرة من الناس». المسؤول الأمريكي الذي أخذ هذا البيان امتنع عن نشره.
في الوقت نفسه، استخدم سلاح الجو الفرنسي النابالم بانتظام للدعم الجوي القريب للعمليات الأرضية في حرب الهند الصينية الأولى (1946-1954). في البداية، تم دفع العبوات ببساطة من الأبواب الجانبية لطائرات Ju-52 التي تم الاستيلاء عليها في ألمانيا، وفي وقت لاحق تم استخدام معظم قاذفات B-26 .

سوبر سبير F-100 أمريكا الشمالية تنشر النابالم في تمرين تدريبي.

أصبح نابالم عنصرًا جوهريًا في العمل العسكري الأمريكي خلال حرب فيتنام حيث استخدمته القوات بشكل متزايد لتأثيراته التكتيكية والنفسية.  أسقطت يقال عن 388000 طن من القنابل والنابالم الولايات المتحدة في المنطقة بين عامي 1963 و 1973، مقارنة ب 32357 طن استخدمت على مدى ثلاث سنوات في الحرب الكورية، وانخفض 16500 طن في اليابان في عام 1945.  و سلاح الجو الأمريكي والبحرية الأمريكية تستخدم النابالم مع تأثير كبير ضد جميع أنواع الأهداف، مثل القوات والدبابات والمباني، والغابات، وحتى الأنفاق السكك الحديدية. لم يكن التأثير جسديًا دائمًا لأن النابالم كان له آثار نفسية على العدو أيضًا.
تم إنتاج نوع مختلف من النابالم في روديسيا لنوع من الذخائر المعروفة باسم فرانتان بين عامي 1968 و 1978 وتم نشره على نطاق واسع من قبل القوات الجوية الروديسية خلال حرب الأدغال في ذلك البلد.  في مايو 1978، أنتج وزير الصحة في الاتحاد الوطني الإفريقي الزيمبابوي (ZANU) هربرت أوشيوكنزي أدلة فوتوغرافية لضحايا مدنيين مزعومين لضربات نابالم الروديسية، والتي عممها خلال جولة في الولايات المتحدة.  حكومة موزمبيق واتحاد الشعب زيمبابوي الأفريقيكما أصدر (ZAPU) مزاعم في نفس الوقت تقريبًا بأن ضربات النابالم ضد أهداف حرب العصابات أصبحت سمة مشتركة في العمليات العسكرية الروديسية في الداخل والخارج.
قامت القوات الجوية لجنوب إفريقيا بنشر النابالم بشكل متكرر من طائرات أطلس إمبالا الضاربة خلال غارات على قواعد حرب العصابات في أنغولا خلال حرب الحدود مع جنوب إفريقيا.
وتشمل حالات أخرى من استخدام النابالم في فرنسا خلال الحرب الجزائرية (1954-1962)،  و الحرب البرتغالية الاستعمارية (1961-1974)، وحرب الأيام الستة من قبل إسرائيل (1967)، في نيجيريا (1969)، والهند باكستان (1965 و 1971)، مصر (1973)، المغرب أثناء حرب الصحراء الغربية (1975-1991)، الأرجنتين (1982)، إيران (1980-1988)، العراق (1980-1988، 1991)، بواسطة IPKF (قوة حفظ السلام الهندية) في عام 1987 ضد التاميل (نمور التاميل) في سريلانكا، من قبل أنغولا خلال الحرب الأهلية الأنغولية، ويوغوسلافيا (1991-1996). اتُهمت تركيا مؤخرًا باستخدام النابالم في حربها ضد القوات الكردية في سوريا على عفرين.  لكن هيئة الأركان العامة التركية تنفي ذلك.

## القانون الدولي
لا يحظر القانون الدولي على وجه التحديد استخدام النابالم أو المواد الحارقة الأخرى ضد الأهداف العسكرية، ولكن تم حظر استخدامه ضد المدنيين بموجب اتفاقية الأمم المتحدة بشأن أسلحة تقليدية معينة في عام 1980. البروتوكول الثالث لاتفاقية الأسلحة التقليدية. يقيد استخدام جميع الأسلحة المحرقة، لكن عددًا من البلدان لم ينضم إلى جميع بروتوكولات اتفاقية الأسلحة التقليدية. وفقًا لمعهد ستوكهولم الدولي لأبحاث السلام (SIPRI)، تعتبر الدول طرفًا في الاتفاقية، التي دخلت حيز التنفيذ كقانون دولي في ديسمبر 1983، طالما أنها تصدق على اثنين على الأقل من البروتوكولات الخمسة. بعد ما يقرب من 25 عامًا من اعتماد الجمعية العامة لها، وقعتها الولايات المتحدة في 21 يناير 2009، وهو أول يوم كامل للرئيس باراك أوباما في منصبه. ومع ذلك، يخضع التصديق عليها لتحفظ ينص على أنه يمكن تجاهل المعاهدة إذا كانت ستنقذ أرواح المدنيين.